# Manuel Mora Valverde
Manuel Mora Valverde (* 27. August 1909 in San José (Costa Rica); † 29. Dezember 1994 ebenda) war Generalsekretär der Vanguardia Popular (kommunistische Partei) in Costa Rica.

## Leben
Manuel Mora Valverde wurde als Erstgeborener mit zwölf Geschwistern in eine Mittelklasse-Familie geboren.
Seine Eltern waren Lydia Valverde und José Rafael Mora, Meister im Amt für öffentliche Arbeiten unter der Regierung seines Freundes Alfredo González Flores (1914–1917).
Mit neun Jahren emigrierte Manuel Mora Valverde mit einer Gruppe von Freunden nach Nicaragua, um sich der bewaffneten Opposition gegen Federico Alberto Tinoco Granados anzuschließen.
Er besuchte die Grundschule Juan Rudín und das Gymnasium Liceo de Costa Rica, er zeigte gute Leistungen in den exakten Wissenschaften.
Als er 1927 das Abitur ablegte, bot ihm Fidel Tristán, der Direktor des Liceo de Costa Rica, ein Stipendium des damaligen Erziehungsministers Luis Dobles Segreda an, um in Paris Mathematik zu studieren. Mora lehnte das Stipendium ab. Er studiert auf der Escuela de Derecho. Dort wurde Mario Echandí Jiménez sein Freund und 1940 schloss er sein Studium als Rechtsanwalt ab.
Mit seiner Zulassung als Rechtsanwalt engagierte er sich auf Seiten der Mittellosen. Bei den Präsidentschaftswahlen 1924 kandidierten Ricardo Jiménez, Alberto Echandí und General Jorge Volio Jiménez von der Partido Reformista. Mora engagierte sich für die Wahl von General Jorge Volio Jiménez.
1931 war Mora Gründungsmitglied der Partido de Obreros y Campesinos und 1933 wurde er zum Parlamentsabgeordneten dieser Partei gewählt, in dieses Amt wurde er bis 1948 wiedergewählt.

## La Gran Huelga bananera del Atlántico de 1934
In der Zona Atlantica bei Puerto Limón streikten 1934 die Bananenarbeiter mit Carlos Luis Fallas. Mora war Verteidiger der Bananenarbeiter.
Anfang der 1940er Jahre koalierte seine Partei, welche sich seit 1943 Vanguardia Popular nannte, mit der Partido Republicano Nacional von Rafael Ángel Calderón Guardia.

## Comité Antinazi de Costa Rica
Während des Zweiten Weltkrieges gründete er mit dem späteren Ministro de Gobernación y Policía, Fernando Valverde Vega, Francisco José Orlich Bolmarcich und Manuel Picado Chacán das Comité Antinazi de Costa Rica.
Seine Unterstützung und die seiner Partei trugen zum Wahlsieg von Teodoro Picado Michalski über León Cortés Castro 1944 bei.

## El Espiritu del 1948
Die Wahlbehörde Tribunal Electoral erklärte 1948 Luis Rafael de la Trinidad Otilio Ulate Blanco zum gewählten Kandidaten. Das von der bisherigen Regierungskoalition dominierte Parlament erließ jedoch kein Gesetz, welches Ulate zum Präsidenten ernannte, sondern annullierte die Wahl wegen angeblichen Wahlbetruges am 1. März 1948.
Vom 12. März bis 19. April 1948 fielen dem 44-tägigen Bürgerkrieg in Costa Rica etwa 2.000 Menschen zum Opfer.
Die Partido Demócrata de Costa Rica setzte Söldner aus Panama mit Waffen aus Guatemala ein, während die Partido Republicano Nacional mehr den Söldnern aus der Dominikanischen Republik, Honduras und der Guardia Nacional de Nicaragua vertrauten.
Am 19. April 1948 wurde in der mexikanischen Botschaft in San José ein Abkommen für ein Ende des Bürgerkrieges geschlossen. Am 20. April 1948 übergab Teodoro Picado Michalski sein Amt an den dritten Stellvertreter Santos León Herrera.
Die Vanguardia Popular wurde verboten, Mora ging nach Mexiko und kam 1950 nach Costa Rica zurück.
Mora heiratete 1951 Addy Salas.
Beim Regierungswechsel von José Figueres Ferrer auf Alberto Oreamuno Flores im Mai 1959 musste Mora nach Kuba gehen.
1970 bis 1974 war Mora wieder Parlamentsabgeordneter.
1970 reiste Mora als Generalsekretär der Vanguardia Popular im Auftrag der Kaffeeproduzenten Costa Ricas nach Moskau und tätigte dort „günstige Exportabschlüsse“.

## Partido del Pueblo Costarricense
1984 wurde Mora von Humberto Vargas Carbonell (* 1934) aus der Vanguardia Popular ausgeschlossen und gründete die Partido del Pueblo Costarricense.
1993 verlieh ihm die Universidad de Costa Rica den Premio Rodrigo Facio.
1994 verlieh ihm die Universidad Estatal a Distancia (UNED) eine Ehrendoktorwürde.